# European Planetary Science Congress
Az European Planetary Science Congress, röviden EPSC (Európai Planetáris Tudományok Kongresszus) az európai űrkutatásban megszervezett holdi és bolygókutatással foglalkozó konferencia, melyet eddig mindig Németországban, tartottak meg az elmúlt négy évben[mikor?]. Az elsőt 2006-ban Berlinben rendezték meg.

## Témakörök
Az „European Planetary Science Congress” konferenciák az űrszondákkal végzett Naprendszer-kutatási munkáknak (planetológia, a kozmopetrográfia, kozmogeokémia, asztrobiológia, planetáris űrtechnológia) a konferenciái. A konferencia közleményeit több mint 70 szekcióba osztják be a szervezők. A mintegy 700 közleményt mintegy 350 előadásra, 350 poszter közleményre tagolják.
A konferencián az utóbbi években a Mars és a Hold, valamint a Titán szerepel kiemelkedően fontos égitestként, mert ezekhez jutott el eddig európai bolygókutató űrszonda. Szerepelnek azonban adatföldolgozások a Mars Reconnaissance Orbiter, a MER-A Spirit és a MER-B Opportunity, a Szaturnusz körül dolgozó Cassini, a Hold körül dolgozó Lunar Reconnaissance Orbiter, a Merkúrt kutató MESSENGER űrszondák eredményeiről is, hiszen a bolygókutatás ma már széles nemzetközi összefogásban zajlik.

## Magyar kutatók részvétele
Különböző planetológiával, meteoritikával, űrszondás bolygókutatással és űrkutatás oktatással foglalkozó magyar csoportok a kezdetektől fogva vesznek részt az Európai Planetáris Kongresszusokon. Ez alatt az idő alatt mintegy 30 magyar közlemény jelent meg tőlük és ezek közül több elérhető az EPSC honlapján is.

## Külső hivatkozások
- a 2009-es EPSC nyitólapja
- a 2010-es EPSC nyitólapja
- A Husar-5 optikai-kémiai méréséről